# Крижин (хребет)
Хребета Крѝжин (Кизир-Казирски хребет) (на руски: хребет Крыжина, Кизир-Казырский хребет) е планински хребет в Южен Сибир, в югоизточната част на Красноярски край, част от планинската система на Източните Саяни. Простира се на протежение около 200 km между горните течение на реките Кизир на север и Казир на юг, съставящи на река Туба, десен приток на Енисей. Максимална височина връх Грандиозни 2922 m (53°53′44″ с. ш. 96°00′20″ и. д. / 53.895556° с. ш. 96.005556° и. д.), в централната част. Изграден е основно от метаморфни шисти и варовици, прорязани от гранити. От него водят началото си река Кизир и няколко нейни леви притока и няколко десни (Базибай и др.) притока на Казир. В източната част има няколко малки ледника; най-голям – Сталнов (дължина 3 km). Склоновете му са обрасли с тайга от ела, кедър и лиственица, върховете му са скалисти, а на изток обезлесени. Има следи от древни заледявания (кари, трогови долини и др.).
Хребета Крижин е открит, първично изследван и топографски заснет през 1858 г. от експедиция ръководена от немския астроном и геодезист на руска служба Лудвиг Шварц и наеменуван в чест на топографа на експедицията Иван Крижин.

## Топографски карти
- Топографска карта N-46-Г; М 1:500 000[2]
- Топографска карта N-47-В; М 1:500 000[3]